# Throne of Chaos
Throne of Chaos fue una banda de estilo metal progresivo black/death/heavy metal formada en Finlandia en 1999 y se disolvió en el año 2005.

## Miembros
- Tuomas Nieminen-vocalista
- Taneli Kiljunen-guitarras-Vocalista grave
- Joiku Harmaja-guitarras
- Rasmus Nora-bajo
- Carl Sjöblom-teclados
- Teemu Laitinen-batería

### Miembros Antiguos
- Niklas Isfeldt-vocalista
- Pasi Nykänen-vocalista grave

## Discografía
- Menace and Prayer (2000)
- Pervertigo (2002)
- Loss Angeles (2003)

### Singles, EP & Demos
- Equilibrium (Demo) - (1996)
- Fata Morgana (EP) - (1997)
- Truth and Tragedy (Single) - (2002)